# Ланкастер (Онтарио)
Ланкастер (енгл. Lancaster) је село у Онтарију, Канада. Број становника по подацима из 1991. је 739. Село се налази на реци Свети Лауренц, поред ауто-пута 401. Од Корнвола је удаљен 24 km. Становништво села се претежно бави пољопривредом и сточарством. За нас је занимљиво, да је бивши припадник мировних снага у Босни и Херцеговини и Авганистану Марк Лежер пореклом из Ланкастера.